# Jan van Dommelen (acteur)
Johannes Sebastianus Engelbertus (Jan) van Dommelen (Amsterdam, 28 april 1878 - Santpoort, 26 oktober 1942) was een Nederlands acteur en filmregisseur.

## Levensloop
Van Dommelen werd geboren als zoon van toneelspeler Carolus Christiaan van Dommelen en zijn tweede vrouw Anna van Duijl. Van de broers en zussen zijn drie anderen ook bekende acteurs geworden: Frits van Dommelen (1867-1932), Caroline van Dommelen (1874-1957), beiden uit het eerste huwelijk van zijn vader met Jacoba Cornelia Lus, en Louis van Dommelen (1885-1970). De familie groeide op in een tweederangs appartementen in Amsterdam. Al op jonge leeftijd wilde hij acteur worden. In 1891 schreef hij zich in bij de Amsterdamse toneelschool. Na zijn diploma in 1895, sloot hij zich aan bij de Koninklijke Vereeniging Het Nederlandsch Tooneel.
Van Dommelen werkte decennialang bij dit gezelschap. Zijn hoogtepunt behaalde hij er in 1901, toen hij naast acteur Louis Bouwmeester speelde in het toneelstuk De Koopman van Venetië, die werd opgevoerd in Parijs. Na zijn 12½-jarig jubileum bij het KVHNT, werd hij een leraar. Hij bleef lesgeven tot en met 1911. In dat jaar maakte hij zijn intrede in de filmindustrie. Hij maakte zijn debuut naast zijn zus Caroline in Ontrouw (1911).
Van Dommelen werkte de eerste paar jaren voor Filmfabriek F.A. Nöggerath. Overdag was hij op filmsets te vinden, terwijl hij 's avonds op de planken stond bij het toneelgezelschap. Filmfabriek F.A. Nöggerath werd in 1913 gestopt, maar Van Dommelen zat niet zonder werk. Regisseur Maurits Binger bood hem een contract bij Filmfabriek Hollandia aan. Door de jaren heen was hij te zien in films die in Nederland veel bekendheid hadden. Vanaf 1914 voerde hij ook zo nu en dan de regie van films. In 1919 kwam abrupt een einde aan zijn samenwerking met Hollandia. De filmmaatschappij was in zaken gegaan met filmmakers uit Engeland, die in ruil voor financiële steun eisten dat een aantal oudgedienden werden ontslagen, waaronder Van Dommelen. Van Dommelen zou echter naar eigen zeggen uit eigen overwegingen opgestapt zijn, dit omdat nieuwe mede-eigenaar van Hollandia B.E. Doxat-Pratt een make-uptest eiste. Hierover was Van Dommelen zo verbolgen, omdat hij al jaren zijn eigen make-up deed, dat hij zelf opstapte.
Van Dommelen bleef actief in het theater, maar was niet meer zo ijverig als voorheen. Hij gaf de voorkeur aan het medium film en kreeg van oud-collega Alex Benno gedurende de jaren 20 rollen in enkele films. Hij verloor echter het aanzien dat hij in de jaren 10 had behaald en zou in de jaren 30 nog enkel minieme rollen spelen. Desondanks bleef hij werkzaam als acteur tot zijn overlijden in 1942.
Van Dommelen was van 1904 tot en met 1910 getrouwd met Margaretha Josina Josephine Anjelier. Het huwelijk bracht een dochter voort. In 1918 trouwde hij met Johanna de Vries. Ze kregen samen twee kinderen en bleven getrouwd tot zijn dood.

## Filmografie
De filmografie hieronder bedraagt enkel de lijst van films die geregistreerd zijn op de Internet Movie Database. Het is bekend dat hij in meer films speelde.